# Solanum hayesii
Solanum hayesii är en potatisväxtart som beskrevs av Merritt Lyndon Fernald. Solanum hayesii ingår i släktet skattor som ingår i familjen potatisväxter. Inga underarter finns listade i Catalogue of Life.